# Municipio de Vineyard (Misuri)
El municipio de Vineyard (en inglés: Vineyard Township) es un municipio ubicado en el condado de Lawrence en el estado estadounidense de Misuri. En el año 2010 tenía una población de 1048 habitantes y una densidad poblacional de 7,26 personas por km².

## Geografía
El municipio de Vineyard se encuentra ubicado en las coordenadas 37°7′45″N 93°59′12″O / 37.12917, -93.98667. Según la Oficina del Censo de los Estados Unidos, el municipio tiene una superficie total de 144.37 km², de la cual 143,65 km² corresponden a tierra firme y (0,5 %) 0,73 km² es agua.

## Demografía
Según el censo de 2010, había 1048 personas residiendo en el municipio de Vineyard. La densidad de población era de 7,26 hab./km². De los 1048 habitantes, el municipio de Vineyard estaba compuesto por el 96,85 % blancos, el 0,19 % eran afroamericanos, el 0,95 % eran amerindios, el 0,67 % eran de otras razas y el 1,34 % eran de una mezcla de razas. Del total de la población el 2,39 % eran hispanos o latinos de cualquier raza.